# خورشیدگرفتگی (فیلم ۱۹۹۴)
خورشیدگرفتگی (انگلیسی: Eclipse) یک فیلم درام به کارگردانی جرمی پودسوا است که در سال ۱۹۹۴ منتشر شد.